# Aage Hammeken
Aage Knud Hendrik Hammeken (31. prosince 1934, Aappilattoq – 1986) byl grónský politik za stranu Siumut.

## Životopis
Aage Hammeken byl synem zemského rady Kristiana Johannese Hanse Hammekena (1889–?) a jeho manželky Bolethe Benedikte Dorthe Berthelsenové (1898–?). Prostřednictvím své matky byl pravnukem Rasmuse Berthelsena (1827–1901). Aage Hammeken se 26. prosince 1956 oženil s Ane Sofie Guldager (1939–2012), která se později stala političkou.
Aage Hammeken pracoval jako školní inspektor. V roce 1975 byl zvolen starostou okresu Ittoqqortoormiit. V parlamentních volbách v roce 1979 byl zvolen do Grónského parlamentu a v roce 1983 mandát obhájil. V roce 1984 prohrál parlamentní volby s Andreasem Sanimuínaĸem. Zemřel v roce 1986 ve věku 51 let.